# Matt Hardy
Matthew Moore Hardy (* 23. September 1974 in Cameron, North Carolina) ist ein US-amerikanischer Wrestler, der aktuell in den Shows von Total Nonstop Action (TNA) auftritt. Er ist vor allem unter seinem Ringnamen Matt Hardy bekannt.
Hardy bildete zu Beginn seiner Karriere zusammen mit seinem jüngeren Bruder Jeff ein Tag Team, das in der World Wrestling Federation/Entertainment (WWF/WWE) unter dem Namen The Hardy Boyz bekannt wurde. Zu seinen größten Erfolgen zählen der einmalige Erhalt der ECW Championship und der zweimalige Erhalt der TNA World Heavyweight Championship.

## Privatleben
Matthew Hardy ist der Sohn von Gilbert und Ruby Moore Hardy und der ältere Bruder von Jeff Hardy, der ebenfalls als Wrestler bekannt ist. Matt Hardy gründete und leitete zusammen mit seinem Bruder Jeff die Independent-Promotion OMEGA, aus der einige später bekannte Wrestler wie Shannon Moore oder Gregory Helms hervorgingen. Hardy lebte real mit der ehemaligen Wrestlerin Amy Dumas sechs Jahre zusammen. Später war er noch mit der ehemaligen Diva Ashley Massaro liiert. Seit Anfang 2010 ist Hardy mit der Wrestlerin Reby Sky liiert.

## Wrestling-Karriere

### Anfänge
Seine Karriere deckt sich in weiten Teilen mit der von Jeff. Die Leidenschaft beider Brüder zum Wrestling wurde 1987 geweckt, als sie ein Trampolin geschenkt bekamen. Sie gründeten nun eine Fantasie-Wrestling-Promotion namens Trampoline Wrestling Federation (TWF) und veranstalteten im Garten des Elternhauses Fantasiekämpfe unter den selbstgewählten Künstlernamen Wolverine und High Voltage. Wenig später fingen die Brüder mit professionellem Training an und gründeten dafür eigens eine eigene Wrestling-Promotion, die den Namen East Coast Championship Wrestling (ECCW) trug. Aus dieser Liga entwickelte sich etwas später die OMEGA-Promotion und Matt Hardy trat bald in anderen Independent-Ligen an.

### World Wrestling Federation/Entertainment (1998–2005)

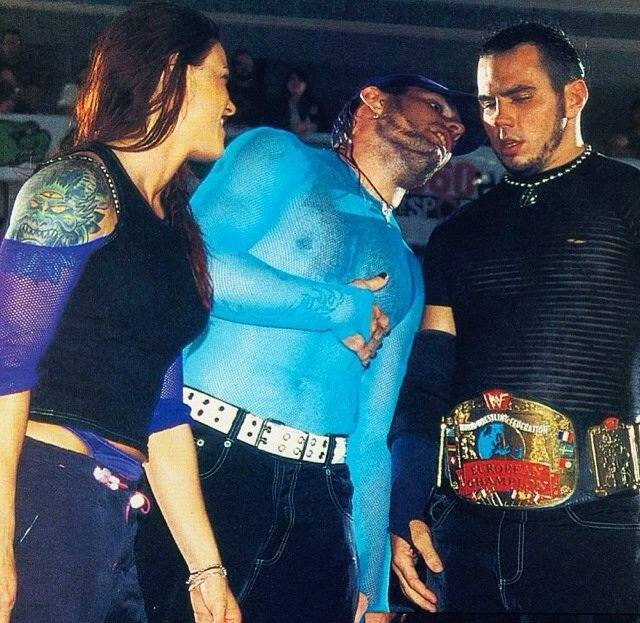
WWF European Champion Matt Hardy mit Lita und Jeff Hardy

Etwas später gelangten Jeff und Matt Hardy in die damalige WWF, wo sie lange als Jobber antraten, ehe ihnen 1999 mit einer Fehde gegen das Team von Edge und Christian der Durchbruch gelang. Das Debüt des Tag Team Hardy Boyz erfolgte 1999 beim King of the Ring. Es folgten Auseinandersetzungen unter anderem gegen die Acolytes (Bradshaw und Faarooq) sowie die Dudley Boys. Insgesamt konnten sich die Brüder viermal den WWE Tag Team Titel sowie jeweils einmal den WCW Tag Team Titel sowie den WWE World Tag Team Titel sichern.
Im Dezember 2001 wurde versucht, innerhalb der Storylines die Trennung der Brüder anzustreben. Die Idee wurde aber bereits nach wenigen Wochen wieder fallengelassen. Grund waren angeblich Eifersüchteleien um das beiderseitige Valet Lita, welche im richtigen Leben Matts feste Freundin wurde. 2001 wurde Hardy für einige Wochen WWE European Champion. 2002 wurde das Brüderteam dann im Zuge der WWE internen Rostertrennung endgültig zerschlagen. Zunächst traten beide bei RAW an, ehe sie sich innerhalb der Storyline zerstritten und trennten.
Hardy tauchte im Sommer desselben Jahres bei SmackDown auf und trat dort in der Cruiserweight Division an. Bereits 2003 durfte er für mehrere Monate den WWE Cruiserweight Titel halten.
Hardys Freundin Amy Dumas war zwischenzeitlich wegen einer realen Nackenverletzung ein Jahr ausgefallen. Anlässlich ihrer Rückkehr zu RAW, der im November 2003 stattfand, entwickelten die Schreiber der WWE eine Storyline zwischen Dumas und Hardy. Dieser wurde daher wieder zu RAW versetzt, wo er innerhalb der Storyline zunächst gegen Amy Dumas antrat und im weiteren Verlauf dann um diese gegen Kane zu streiten. Die Auseinandersetzung endete mit einem Match und einer Niederlage für Hardy beim SummerSlam 2004. Dabei zog er sich eine Knieverletzung zu, welche ihn zu einer längeren Pause zwang.
Während der Genesungszeit trennte sich Amy Dumas von ihm und ging nun auch offiziell eine Liaison mit Edge ein. Amy Dumas und Adam Copeland waren bereits längere Zeit ein Paar und so führte Hardy ohne es zu wissen eine Dreiecksbeziehung. Nach der offiziellen Trennung wurde diese Dreiecksbeziehung in die WWE-Storyline übernommen. Doch wurde Hardy inmitten dieser Storyline plötzlich entlassen.

### Ring of Honor Wrestling (2005)
Hardy gab sein Ring of Honor Debüt 2005.

### Rückkehr zur WWE (2005–2010)

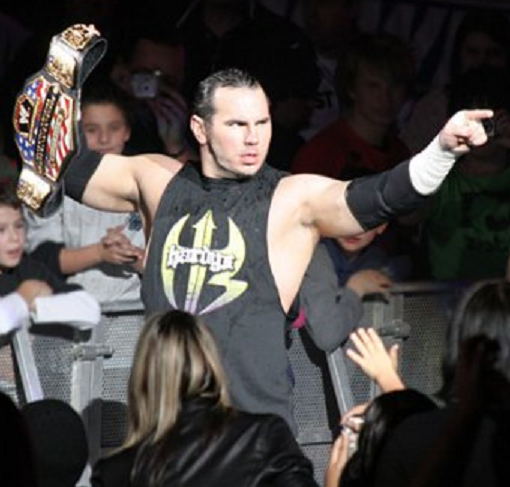
Hardy als WWE United States Championship im Jahr 2008

Beim Summerslam 2005 kehrte er wieder zur WWE zurück. Die Auseinandersetzung gegen Edge verlor er letztlich und wurde wieder zu SmackDown! versetzt. In der folgenden Zeit war Hardy in keine bedeutenden Fehden verwickelt und trat mit wechselnden Tag Team Partnern auf.
Ende 2006 erfolgte die Wiedervereinigung der Hardy Boyz, welche im Frühjahr 2007 eine erneute Tag Team Titelregentschaft mit sich brachte. Diese endete im Juni 2007 mit dem Titelverlust an Lance Cade und Trevor Murdoch.
Als Einzelwrestler fehdete Hardy um den United States Titel mit MVP. Im Zuge der Fehde mit MVP kam es außerdem zu einem inszenierten Boxkampf beim WWE Saturday Night’s Main Event zwischen ihm und dem ehemaligen Boxweltmeister Evander Holyfield, der als Ersatz für den an Herzproblemen leidenden MVP kämpfte. Das Match endete nach einem Eingriff von MVP ohne Entscheidung.
Bei SmackDown! am 31. August 2007 gewann Hardy zusammen mit MVP ironischerweise den WWE Tag Team Titel von Deuce & Domino. Trotzdem wurde die Fehde mit MVP aufrechterhalten, so spielten beide sich gegenseitig in der Sendung diverse Streiche, z. B. indem sie Matches für den jeweils anderen festlegten oder sich in verschiedenen Sportarten wie Basketball, Schach oder Armdrücken maßen.
Am 13. November 2007 verloren Hardy und MVP den WWE Tag Team Titel bei SmackDown an The Miz und John Morrison. Das Rückmatch, welches auf Wunsch von MVP direkt nach dem eigentlichen Match stattfand, verloren sie, da Hardy gezwungen war, wegen einer von MVP verursachten Beinverletzung aufzugeben.

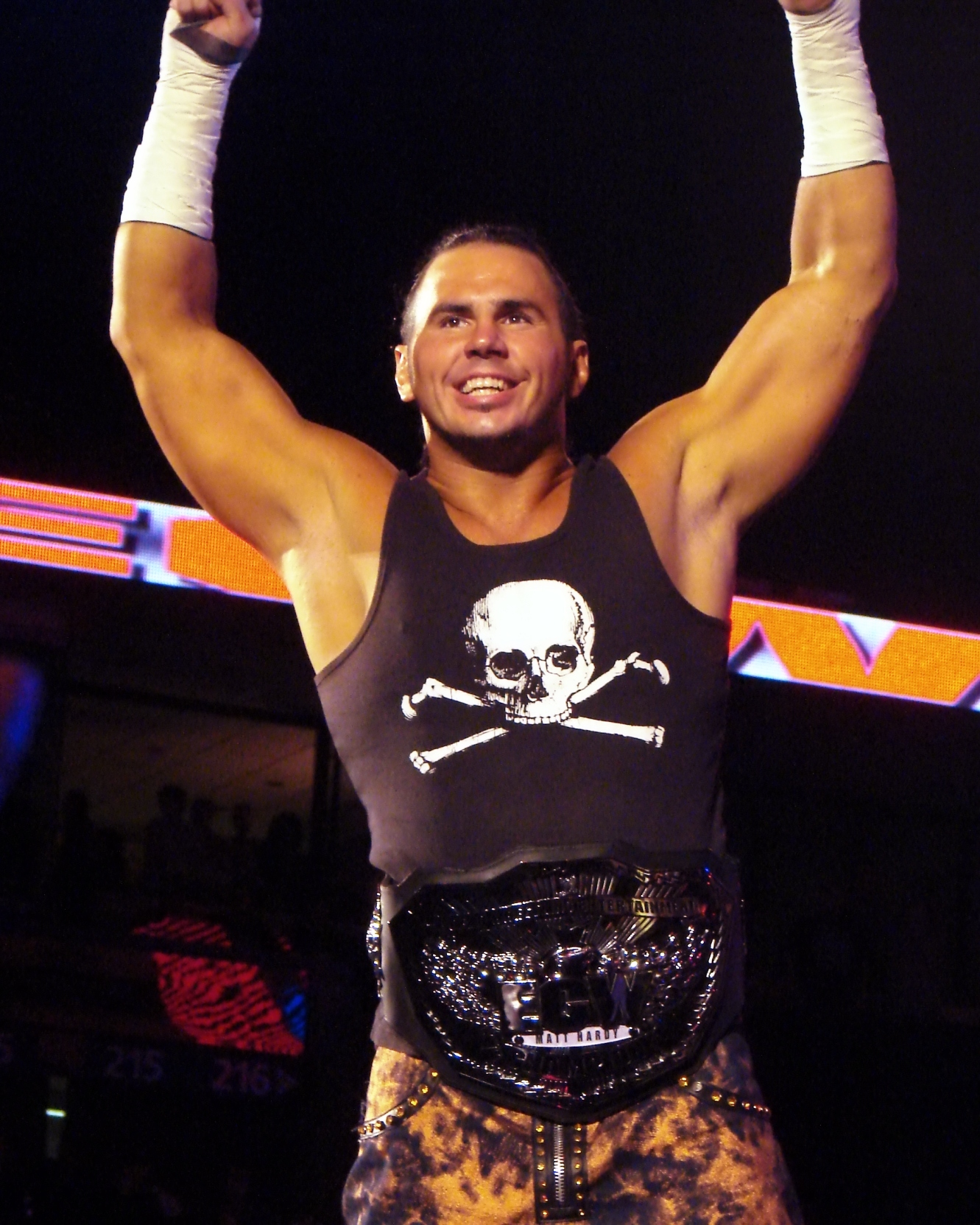
Hardy als ECW Champion im Jahr 2008

Etwas später kurierte Matthew Hardy für einige Monate eine Blinddarmverletzung aus, ehe er am 1. März bei einer Houseshow von World Wrestling Entertainment zurückkehrte und seinen ehemaligen Tag-Team-Partner und Fehdengegner MVP attackierte.
Bei Wrestlemania 24 verhinderte er durch eine Attacke gegen MVP dessen Sieg beim Money in the Bank Ladder Match. Dies führte zu einer Fortsetzungen der Fehde zwischen beiden, welche bei Backlash (April 2008) den Wechsel des US-Titels von MVP zu Hardy beinhaltete.
Am 23. Juni ließ man Hardy aufgrund eines Besetzungwechsels zum ECW-Brand wechseln. Bei der Großveranstaltung The Great American Bash verlor er ein Match gegen Shelton Benjamin und somit auch den Titel an diesen. Wenig später führte er eine kurzfristig angelegte Fehde mit Mark Henry und um dessen neueingeführten ECW-Champion-Gürtel.
Am 7. September 2008 durfte Hardy beim Pay-Per-View Unforgiven in Cleveland (Ohio) den ECW-Champion-Titel erringen, nachdem er sich gegen Mark Henry, The Miz, Finlay und Chavo Guerrero im ersten „ECW Championship Scramble“-Match aller Zeiten, durchsetzen konnte.
Am 13. Januar 2009 musste er den ECW-Titel wieder an Jack Swagger abgeben.
Hardy spielte zunehmend die Rolle eines Bösewichts, indem er, innerhalb der Storyline, beim PPV Royal Rumble seinen Bruder Jeff Hardy um dessen Titel (WWE Championship) brachte. Dabei wechselte er wieder zum SmackDown-Roster und fehdete gegen seinen Bruder.

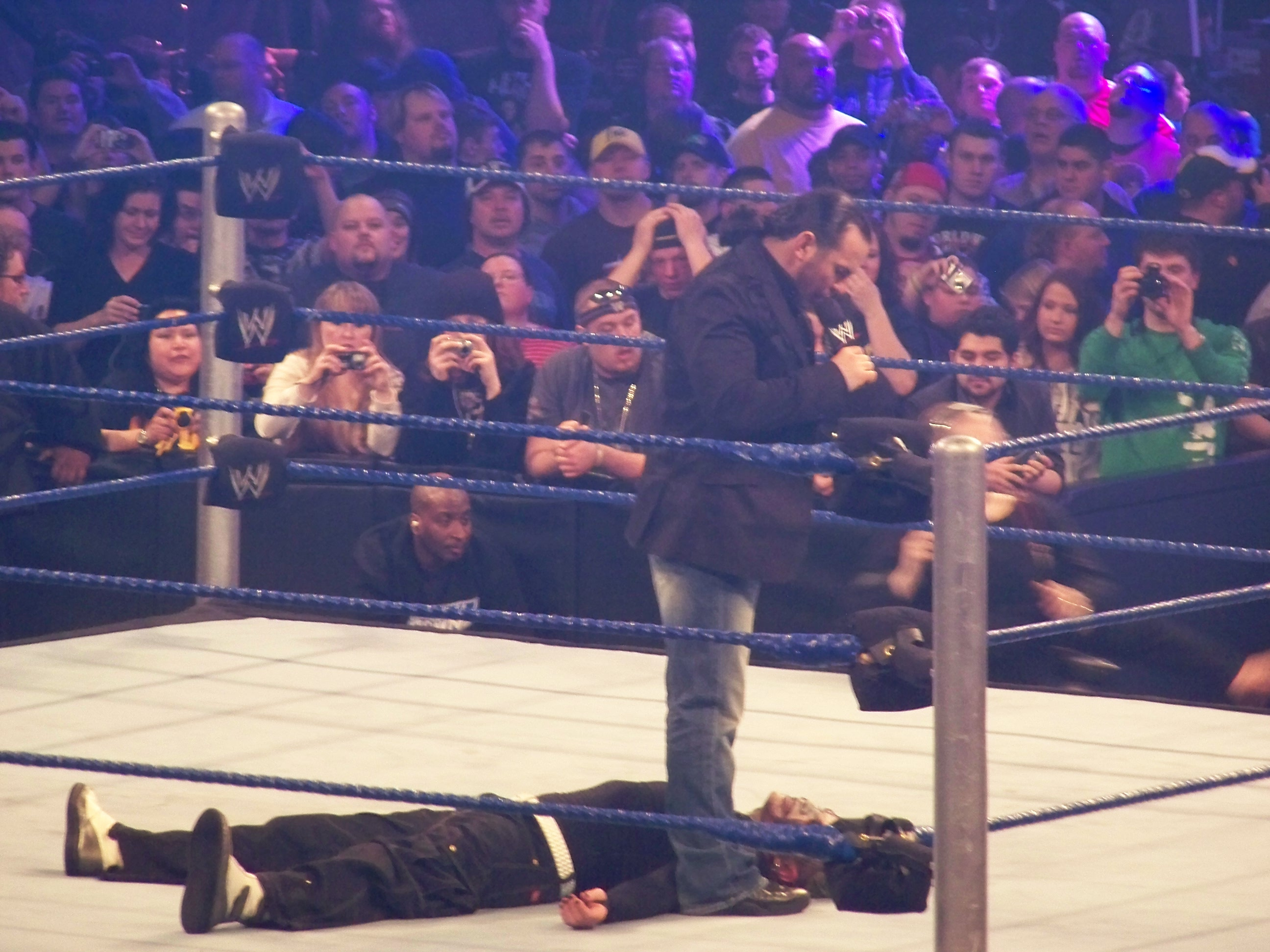
Matt führte eine Fehde gegen Jeff Hardy, die er nach seinem Sieg bei WrestleMania 25 für sich Entscheiden konnte.

Bei der WWE Draft 2009 wechselte Hardy zu RAW. Während eines Matches gegen Kofi Kingston und MVP riss er sich einen Bauchmuskel und musste für acht Wochen pausieren. Trotzdem griff er bei Judgement Day in einem World-Heavyweight-Championship-Match seines Bruders Jeff gegen Edge ein und brachte ihn damit um den Titelgewinn.
Am 29. Juni 2009 wurde Matt jedoch wieder in einem Trade zurück zu SmackDown gewechselt. Er wurde wieder zum Publikumsliebling, um noch einmal mit seinem Bruder als Team eXtreme gegen CM Punk aufzutreten, da Jeff kurz danach die WWE verließ.
In der 1. Staffel von WWE NXT war er als Pro von Justin Gabriel tätig. Er qualifizierte sich am 5. März 2010 zum dritten Mal für das Money-in-the-Bank-Match bei WrestleMania XXVI, indem er der ausgearbeiteten Storyline entsprechend den damaligen Intercontinental Champion Drew McIntyre besiegte. Anschließend folgte eine Fehde gegen selbigen.
Am 15. Oktober 2010 wurde er aufgrund seines Backstageverhaltens entlassen. Zuvor versuchte Hardy alles, um dies zu provozieren, da er über seinen Status in der Company unzufrieden war. Als endgültiger Auslöser dürfte ein Video gedient haben, das Rey Mysterio unmaskiert zeigte.

### Total Nonstop Action Wrestling (2011)
Am 9. Januar 2011 debütierte Hardy bei der als Pay-Per-View ausgestrahlten Show Genesis bei Total Nonstop Action Wrestling als Mystery Opponent von Rob van Dam und besiegte ihn. Daraufhin wurde er Teil der Gruppierung Immortal.
Am 21. Juni 2011 wurde Hardy suspendiert. Es folgte am 20. August 2011 seine Entlassung.
Am 1. September 2011 erklärte Hardy in einem Youtube-Video, dass er seine Karriere als Vollzeitwrestler beendet. Dabei löste er ein Missverständnis aus, da die Ankündigung auch als möglicher Hinweis gedeutet wurde, in dem er Suizid verüben würde. Dies hatte einen Polizeieinsatz zur Folge, doch Matt Hardy entschuldigte sich für dieses Missverständnis.

### Rückkehr zur ROH Wrestling (2012–2014)

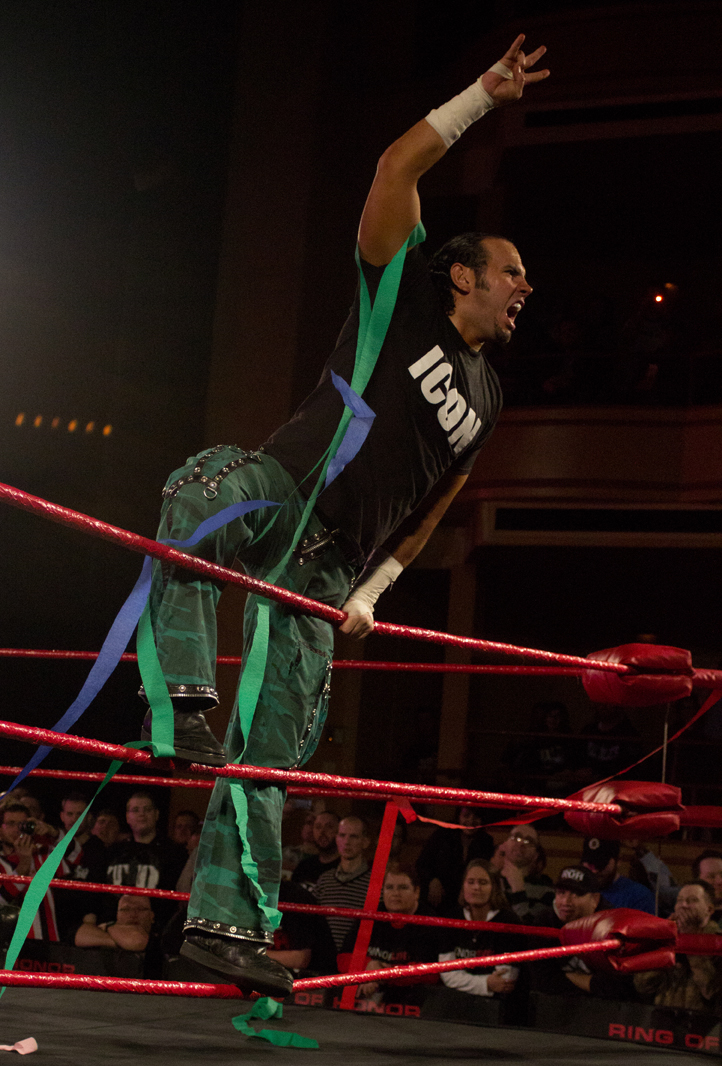
Hardy bei einem ROH Wrestling Event im Jahr 2013

Am 11. September 2012 gab Ring of Honor bekannt, dass Hardy bei der Promotion zurückkehrt. Bei der Großveranstaltung Death Before Dishonor X: State of Emergency, welche am 15. September stattfand, forderte er Adam Cole zu einem Match um den ROH World Television Championship heraus. Sie fehdeten anschließend um den ROH World Television Championship. Am 16. Dezember 2012 beim  Final Battle 2012: Doomsday durfte er Adam Cole besiegen. Dies war allerdings kein Titelmatch und Matt Hardys Jagt auf den ROH World Television Championship blieb erfolglos. Am 2. März 2013 schloss er sich dem Stable SCUM an. Ein weiters Match um den ROH Word Television Championship fand am 5. April gegen den amtierenden ROH World Television Champion Matt Taven statt, welches allerdings für Matt Hardy erneut mit einer Niederlage endete. Am 22. Juni 2013 bei Final Battle 2013 besiegte er seinen ehemaligen Stable-Kollegen Kevin Steen in einem No Disqualifikation-Match und sicherte sich so ein Match um den ROH World Championship. Bei der darauf folgenden ROH-Ausgabe verlor er gegen den ROH World Champion Jay Briscoe. Danach fehdete SCUM gegen Team ROH. Nach diversen kleineren Streitereien und zahlreichen Auseinandersetzungen kam es am 27. Juli 2013 zum finalen Aufeinandertreffen zwischen ROH und SCUM im Steel Cage Warfare. SCUM verlor, womit sich das Stable auflöste. Am 22. Juni 2014 bei Best in the World 2014 gründeten er gemeinsam mit Michael Bennett und Maria Kanellis das Stable The Kingdom. Am selben Tag wurden er und Michael Bennett von den Briscoes (Jay and Mark Briscoe) besiegt. Im Juli 2014 verließ Matt Hardy ROH und das Stable The Kingdom und wechselte zu TNA.

### Rückkehr zur TNA Wrestling (2014–2017)
Am 24. Juli 2014 kehrte Hardy zu TNA zurück und bildete wieder mit seinem Bruder Jeff ein Team. Sie begangen eine Fehde gegen die TNA World Tag Team Champions The Wolves (Davey Richards und Eddie Edwards) und Team 3D um die TNA World Tag Team Championship. Der TNA-General Manager Kurt Angle kündigte eine Best of three-Serie um die Titel an. The Wolves gewannen diese Serie und verteidigten somit ihre Titel. Da die Wolves aufgrund einer Verletzung von Eddie Edwards ihre Titel niederlegen mussten, fand ein Turnier um die vakanten TNA World Tag Team Championship statt. Die Hardys gewannen das Turnier und sicherten sich somit zum ersten Mal die TNA World Tag Team Championship. Am 8. Mai 2015 verletzte sich Jeff Hardy und die Hardys mussten somit die Titel niederlegen. Am 28. Juni 2015 bei Slammiversary nahm Matt Hardy am King of the Mountain Match um den TNA King of the Mountain Championship. Er konnte sich den Titel allerdings nicht holen.

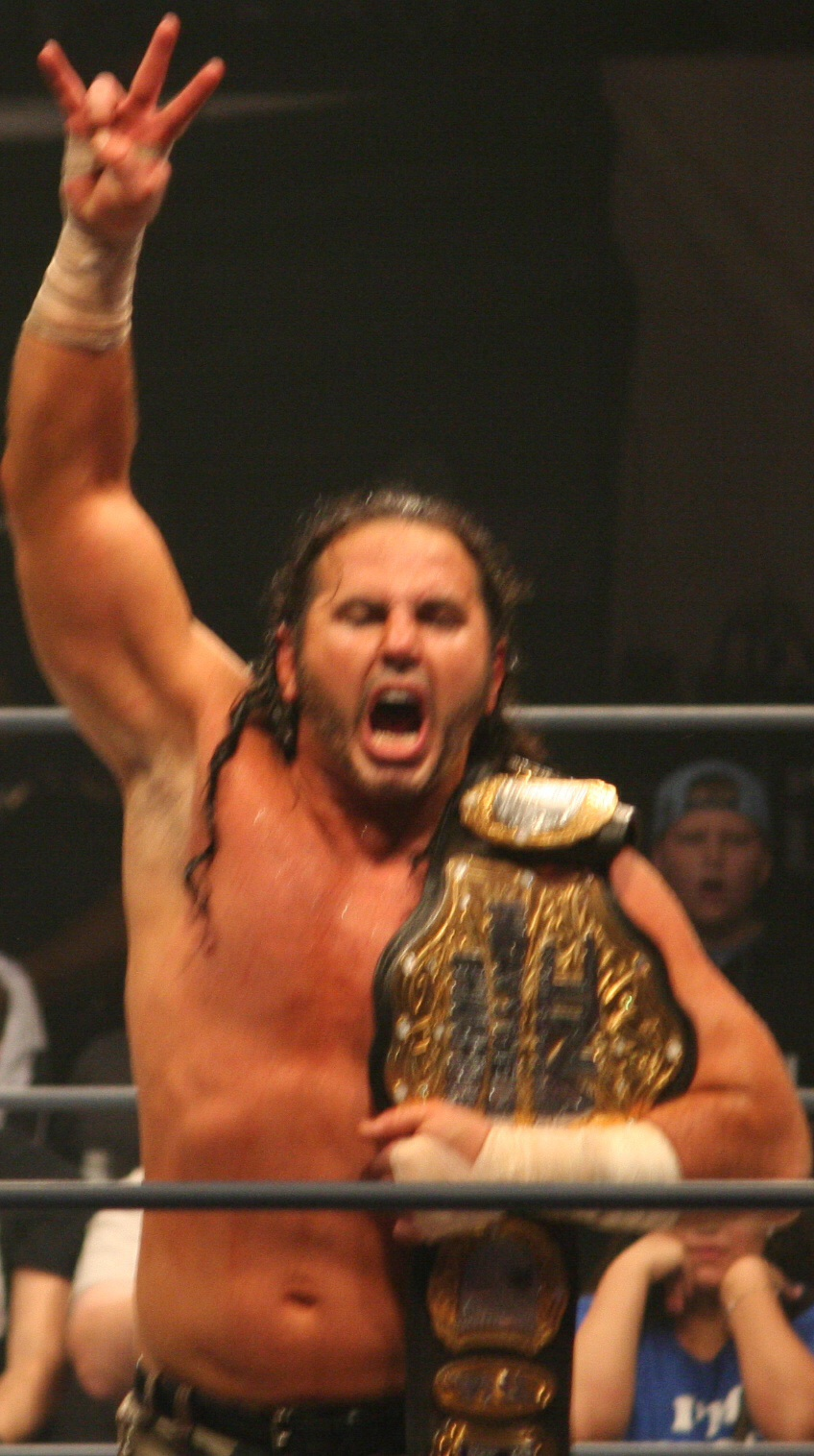
Hardy als TNA World Heavyweight Champion im Jahr 2015

Am 4. Oktober 2015 durfte Hardy erstmals die TNA World Heavyweight Championship gewinnen. Diese legte er aber im Zuge einer Storyline am 6. Oktober ab. Der TNA World Heavyweight Championship wurde infolgedessen in einem Turnier ausgefocht. Das Finale fand am 5. Januar 2016 statt. Dort verlor Hardy im Finale gegen Ethan Carter III. Bei der Impact Wrestling Ausgabe vom 19. Januar 2016, welche am 8. Januar 2016 aufgezeichnet wurde, besiegte er Ethan Carter III in einem Last Man Standing Match nachdem Tyrus gegen Ethan Carter III turnte und sich Hardy anschloss und gewann somit zum zweiten Mal den TNA World Heavyweight Championship. Den Titel verlor er am 15. März 2016 an Drew Galloway.
Nach seinem Titelverlust begann er eine Fehde gegen Jeff Hardy. Bei der Impact Wrestling-Ausgabe vom 19. April 2016 endete ein I Quit-Match der beiden mit einem Unentschieden. Nach diesem Match wurde er aus den Shows geschrieben. Am 17. Mai 2016 kehrte er mit einem neuen Gimmick zurück und trat forthin als Broken Matt Hardy an. Er setzte seine Fehde gegen Jeff Hardy fort. Am 5. Juli 2016 besiegte er Jeff Hardy bei Final Deletion, womit er Jeff Hardy das Recht wegnahm, den Namen Hardy zu benutzen. Danach trat Jeff Hardy als Brother Nero auf.
Mit Brother Nero bildete er schließlich das Tag Team The Broken Hardys. Sie begangen eine Fehde gegen Decay (Abyss und Crazzy Steve). Am 2. Oktober 2016 bei Bound for Glory gewannen sie von Decay die TNA World Tag Team Championship. Nach ihren erfolgreichen Titelverteidigungen gegen Decay, The Tribunal (Basile Baraka und Baron Dax), und DCC (Bram und Kingston) begangen die Broken Hardys eine Storyline, in der sie alle Tag Team-Titel der Welt gewinnen wollen. Im Zuge der Storyline gewannen sie unter anderem die Crash Tag Team Championship und MCW Tag Team Championship.
Am 27. Februar 2017 gaben Matt Hardy und Jeff Hardy bekannt, dass sie TNA verlassen haben, da sie sich mit den neuen Besitzern von TNA nicht auf eine Vertragsverlängerung einigen konnten.

### Zweite Rückkehr zur ROH Wrestling (2017)
Am 4. März 2017 kehrten die Hardys zur Ring of Honor Wrestling zurück und gewannen die ROH World Tag Team Championships. Die verloren sie wieder am 1. April 2017, bei dem Supercard of Honor XI Event, gegen The Young Bucks.

### Zweite Rückkehr zur WWE (2017–2020)
Am 2. April 2017 kehrten Matt und auch sein Bruder Jeff bei der Großveranstaltung WrestleMania 33 zur WWE zurück. In einem Fatal Four Way Tag Team Ladder Match gegen Karl Anderson & Luke Gallows, The Bar Cesaro & Sheamus und Big Cass & Enzo Amore durften die „Hardy Boyz“ die Raw Tag Team Championship erringen. Diese Titel verloren sie nach 63 Tagen Regentschaft am 4. Juni 2017 an The Bar Cesaro und Sheamus.
Am 27. April 2018 bei WWE Greatest Royal Rumble gewann er erneut die Raw Tag Team Championship, dieses Mal zusammen mit Bray Wyatt, welche sie am 15. Juli 2018 nach 79 Tagen Regentschaft bei WWE Extreme Rules an The B-Team Bo Dallas und Curtis Axel verloren. Am 15. September 2018 bestritt Hardy sein vorerst letztes Wrestling Match bei einer WWE Live Show in Texas. Hardy kehrte in der SmackDown-Ausgabe vom 26. Februar 2019 an Seite seines Bruders Jeff zurück in den Ring und besiegten The Bar Cesaro & Sheamus.
Am 9. April 2019 gewann Hardy mit seinem Bruder Jeff in der ersten SmackDown-Ausgabe nach der Großveranstaltung WrestleMania 35, die SmackDown Tag Team Championship von The Usos. Die Regentschaft endete aber schon nach 21 Tagen, da sie die Titel durch eine Verletzung von Jeff abgegeben haben. Sein Vertrag lief am 1. März 2020 aus, da er diesen vorab nicht verlängerte.

### All Elite Wrestling (seit 2020)
In der Dynamite-Ausgabe von 18. März 2020 debütierte Hardy bei All Elite Wrestling. Dabei wurde er als Partner von Cody, Matt Jackson, Kenny Omega und Adam Page (The Elite) in einem Blood and Guts-Match in der darauffolgenden Ausgabe von Dynamite gegen Chris Jericho, Jake Hager, Sammy Guevara, Santana und Ortiz (The Inner Circle) präsentiert. Dieses wurde jedoch wegen der beginnenden COVID-19-Pandemie in den Vereinigten Staaten abgesagt. Sein erstes AEW-Match bestritt Hardy stattdessen am 6. Mai 2020 bei Dynamite, als er einen Falls Count Anywhere Tag Team Street Fight gemeinsam mit Kenny Omega gegen Chris Jericho und Sammy Guevara verlor.

## Wrestlingerfolge
World Wrestling Entertainment
- ECW Championship (1×)

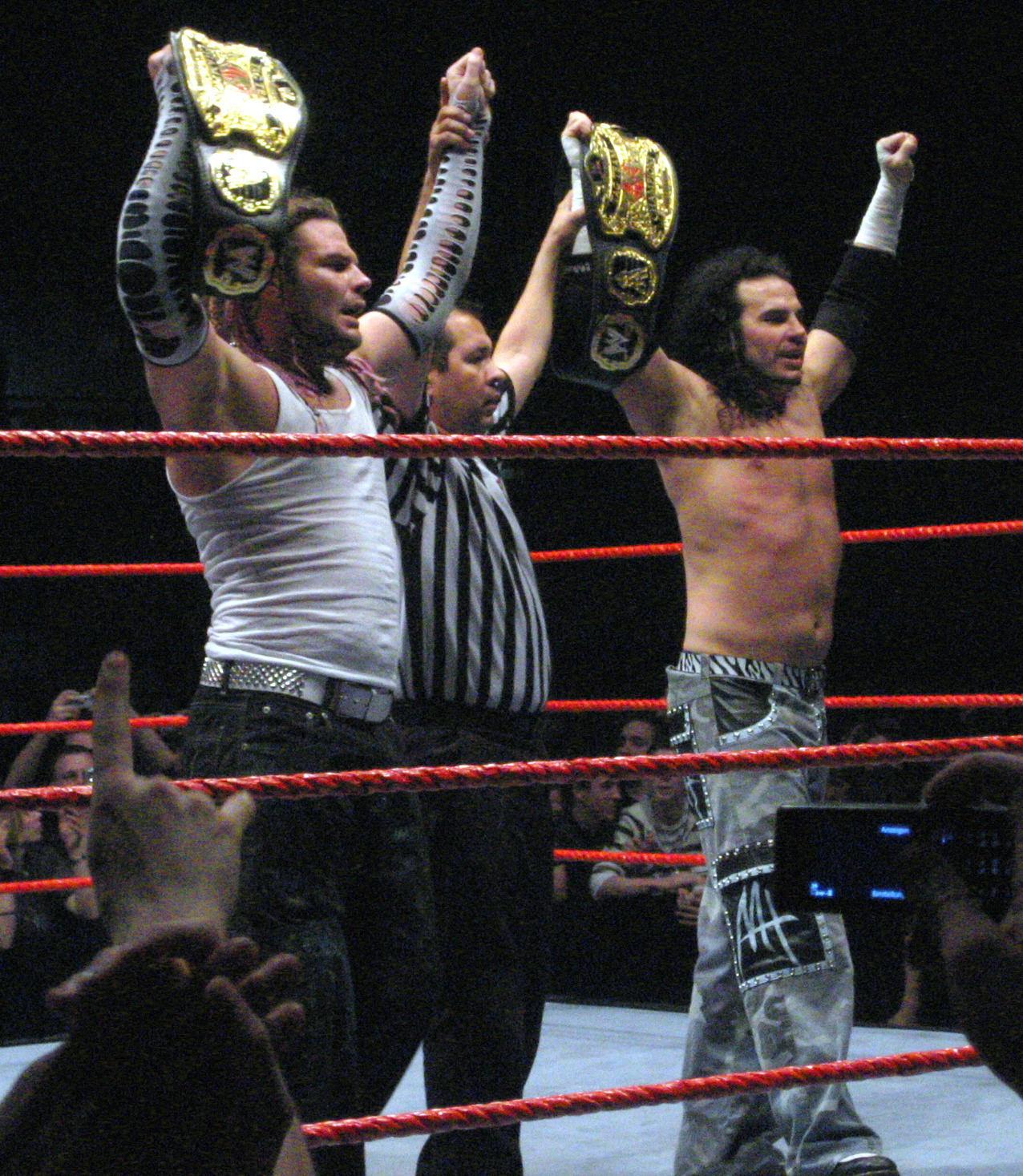
The Hardy Boyz als World Tag Team Champions im Jahr 2007

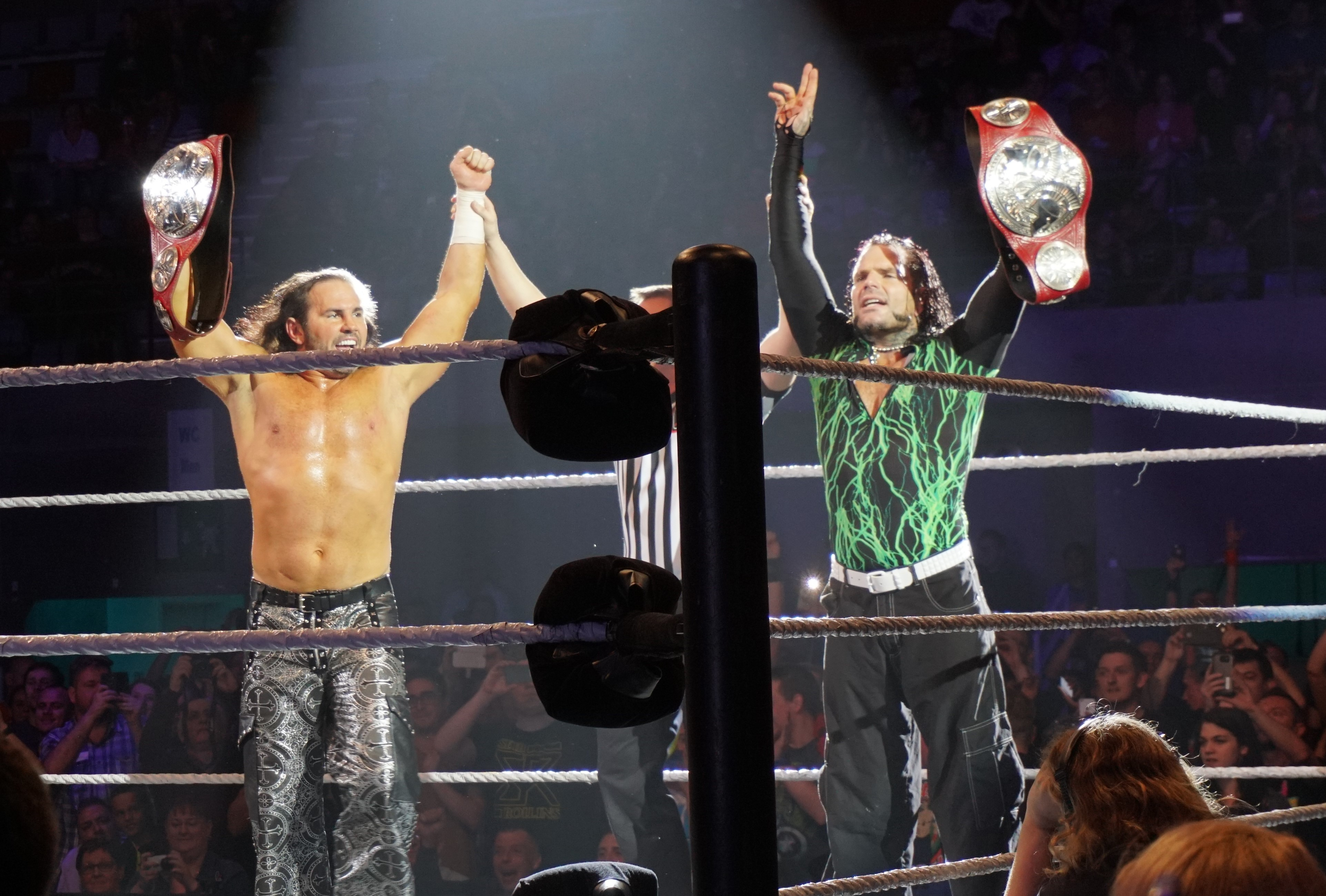
The Hardy Boyz als Raw Tag Team Champions im Jahr 2017

- WWE United States Championship (1×)
- WWE European Championship (1×)
- World Tag Team Championship (6× mit Jeff Hardy)
- WWE Raw Tag Team Championship (1× mit MVP, 1× mit Jeff Hardy und 1× mit Bray Wyatt)
- WWE SmackDown Tag Team Championship (1× mit Jeff Hardy)
- WCW World Tag Team Championship (1× mit Jeff Hardy)
- WWE Cruiserweight Championship  (1×)
- WWE Hardcore Championship (1×)
- André the Giant Memorial Battle Royal (2018)

Total Nonstop Action Wrestling
- TNA World Heavyweight Championship (2×)
- TNA World Tag Team Championship (2× mit Jeff Hardy)

Ring of Honor
- ROH World Tag Team Championship (1× mit Jeff Hardy)

National Wrestling Alliance
- NWA 2000 Tag Team Championship (1×)

National Championship Wrestling
- NCW Heavyweight Championship (1×)

Maryland Championship Wrestling
- MCW Hall of Fame[7]
- MCW Heavyweight Championship (1×)
- MCW Tag Team Championship (1× mit Jeff Hardy)
- Extreme Rising World Championship (1×)

OMEGA Championship Wrestling
- OMEGA Heavyweight Championship (2×)
- OMEGA Tag Team Championship (2× mit Jeff Hardy)

The Crash
- The Crash Tag Team Champion (1× mit Jeff Hardy)